# Alfred Maria Willner
Pour les articles homonymes, voir Hal Willner et Robert Willner.
Alfred Maria Willner (né le 11 juillet 1859 à Vienne, mort le 27 octobre 1929 dans la même ville) est un librettiste et compositeur autrichien.

## Biographie
Alfred Maria Willner étudie le droit à l'université de Vienne et en sort diplômé. Il travaille comme feuilletoniste pour des journaux, surtout pour le Wiener Salonblatt fondé en 1869 par Viktor Silberer. Il est aussi compositeur de ballet pour le Wiener Staatsoper puis librettiste.
Avec Johann Strauss, il écrit l'opérette Die Göttin der Vernunft, donnée pour la première fois le 13 mars 1897 au Theater an der Wien.

## Œuvre

### Compositions
- Der Vater der Debütantin. (1884)
- Die Ballettprobe. (1886)

### Livrets
- Ein Mädchen aus der Champagne. Ballet. Musique : Ignaz Brüll. (1886)
- Rund um Wien. Ballet. Musique : Josef Bayer. (1894)
- Amor auf Reisen. Ballet. Musique : Heinrich Berté. (1895)
- Heimchen am Herd. Opéra. Musique : Karl Goldmark. (1896)
- Die Göttin der Vernunft. Opérette. Musique : Johann Strauss. (1897)
- Die Puppe. Opérette. Adaptation allemande du livret de l'opéra comique La Poupée sur la musique d'Edmond Audran. (Première en 1999 à Berlin)
- Götz von Berlichingen. Opéra. Musique : Karl Goldmark. (1902)
- Ein Wintermärchen. Opéra. Musique : Karl Goldmark. (1908)
- Die Dollarprinzessin (de). Opérette. Avec Fritz Grünbaum. Musique : Leo Fall. (1907)
- Le Comte de Luxembourg. Opérette. Musique : Franz Lehár. (1909)
- Amour tzigane (de). Opérette. Musique : Franz Lehár. (1910)
- Eva. Opérette. Musique : Franz Lehár. 1910
- Die schöne Risette. Opérette. Musique : Leo Fall. (1910)
- Das Puppenmädel. Opérette. Avec Leo Stein. Musique : Leo Fall. (1910)
- Casimirs Himmelfahrt. Opérette. Avec Robert Bodanzky. Musique Bruno Granichstaedten. (1911)
- Oganj. (Der Eisenhammer). Opéra. Musique : Blagoje Bersa. (1911)
- Endlich allein. Opérette. Avec Robert Bodanzky. Musique : Franz Léhar. (1914)
- Das Dreimäderlhaus. Opérette. Avec Heinz Reichert. Musique : Heinrich Berté. (1916)
- Die Faschingsfee. Opérette. Avec Rudolf Österreicher. Musique : Emmerich Kálmán. (1917)
- Wo die Lerche singt. Opérette. Avec Heinz Reichert. Musique : Franz Lehár. (1918)
- Rosen aus Florida. Opérette. Avec Heinz Reichert. Musique : Leo Fall. (1919)
- Frasquita. Opérette. Avec Heinz Reichert. Musique : Franz Lehár. (1922)
- Der Mitternachtswalzer. Opérette. Avec Rudolf Österreicher. Musique : Robert Stolz. (1926)